# Oxyprora rostrata
Oxyprora rostrata är en insektsart som beskrevs av Ludwig Redtenbacher 1891. Oxyprora rostrata ingår i släktet Oxyprora och familjen vårtbitare. Inga underarter finns listade i Catalogue of Life.